# Малиновое (Северо-Казахстанская область)
Малиновое (каз. Малиновое) — упраздненное село в Кызылжарском районе Северо-Казахстанской области Казахстана. Входило в состав Бугровского сельского округа. Ликвидировано 26 сентября 2002 года.

## Население
По данным переписи 1999 года, в селе проживало 35 человек (22 мужчины и 13 женщин).